# Poslovni dnevnik
Poslovni dnevnik su prve poslovne dnevne novine i internetski portal u Hrvatskoj. List je 2004. godine, kao tjednik, pokrenuo Europapress Holding, a 2005. godine ga je preuzeo Stjepan Andrašić i u ožujku 2004., i tvrde da su "prvi hrvatski poslovni dnevni list".
Potkraj 2005. godine suvlasnici Poslovnog dnevnika, Slaven Andrašić i Vjeran Andrašić, pokreću i on-line portal poslovni.hr koji je danas unutar top 20 svih portala u Republici Hrvatskoj s pola milijuna jedinstvenih posjetitelja mjesečno.[nedostaje izvor] Portal Poslovni.hr je uz on-line zajednicu ponudio, u doba svog pokretanja, realne simulacije burze dionica čija baza su bili podaci sa stvarnih burza, integraciju on-line trgovine sa sustavom SAP. Korisnički forum portala poslovni.hr bio je pod neprekidnim nadzorom Hrvatske agencije za nadzor financijskih usluga (HANFA) zbog mogućnosti korisničkog utjecaja, unutar investicijske zajednice, na vrijednosti dionica na tržištima kapitala.
Novine izlaze 5 dana u tjednu. Bave se novostima vezanim uz burzu, dionice, gospodarstvo, tržišta kapitala u Hrvatskoj i zemljama u regiji te još mnogim stvarima vezanim uz poslovanje.